# Big Run (comté de Jefferson, Pennsylvanie)
Big Run est un borough situé au sud-est du comté de Jefferson, en Pennsylvanie, aux États-Unis,. En 2010, il comptait une population de 624 habitants. Le borough est incorporé le 12 septembre 1867.

## Démographie
Lors du recensement de 2010, le borough comptait une population de 624 habitants. Elle est estimée, en 2019, à 599 habitants.

### Source de la traduction
- (en) Cet article est partiellement ou en totalité issu de l’article de Wikipédia en anglais intitulé « Big Run, Jefferson County, Pennsylvania » (voir la liste des auteurs).